# 홀드 백 더 나이트
《홀드 백 더 나이트》(Hold Back the Night)는 한국 전쟁 종군 기자로 있었던 팻 프랭크의 동명의 1951년 소설에 기반을 둔 한국 전쟁을 다룬 1956년 미국 전쟁 영화이다. 이 영화는 앨런 드완이 감독하였으며 이는 존 페인과 함께한 드완 감독의 3번째 영화이자, 미국 해병대에 관해 다룬 자신의 세 번째 영화이다. 나머지 2개 영화로는 1944년의 어브로드 위드 투 양크스, 1949년의 이오지마의 모래가 있다.